# Phà Ngừm
Phà Ngừm (1316 – 1393), còn gọi là Chậu Phà Ngừm; Phraya Fa Ngum, danh xưng hoàng gia là Somdetch Brhat-Anya Fa Ladhuraniya Sri Sadhana Kanayudha Maharaja Brhat Rajadharana Sri Chudhana Negara, sinh ở Mạnh Ty Ngoã (nay là Luang Prabang), mất ở nước Nan, là vị vua đã sáng lập vương quốc Nam Chưởng của Lào vào năm 1354 và trị vì đến khi mất, năm 1393.

## Lịch sử
Phà Ngừm là cháu nội của Souvanna Khamphong, chẩu mường xứ muang Sua, là con vua Khun Phi Fa, là hậu duệ của Khun Lo. Vì cha của Phà Ngừm khi còn là (Hoàng tử) Brhat-Anya Phya Vath đã dụ dỗ một vương phi của Souvanna Khamphong, nên cả hai cha con ông bị đẩy đi làm con tin của muang Sua ở Angkor. Tại đó, ông đã kết hôn cùng công chúa Khmer tên là Keo Keng Nya.
Cuối năm 1351, Angkor bị Vương quốc Ayutthaya nổi lên cạnh tranh. Triều đình Angkor giao cho ông chỉ huy một đội quân phần lớn là tướng sĩ người Khmer để đi giành lại sự kiểm soát của Angkor ở miền bắc cao nguyên Khorat. Càng chiến đấu, đội quân của ông càng đông và càng mạnh. Trong trận giao chiến với chẩu mường vùng Viêng Chăn ngày nay, ông không thắng được. Nhưng một quý tộc ở muang Phuan (Cánh đồng Chum ngày nay) tên là Khio Kamyor giúp đỡ ông chinh phạt muang Phan và từ đó đánh tới muang Sua. Chú của Phà Ngừm phải tự sát và Phà Ngừm trở thành thủ lĩnh muang Sua vào năm 1353. Những chiến thắng của ông đã khiến các chẩu mường nhiều nơi phải thần phục.
Phà Ngừm tiếp tục phái quân lên phía Bắc và thu phục các chẩu mường ở đó. Điều này đã thách thức Lan Na. Tiếp theo, Phà Ngừm quay lại tấn công vùng Viêng Chăn và dọc sông Mê Công tới tận Nakhon Phanom (Thái Lan) ngày nay, khuất phục các chẩu mường ở đó.
Khi đã khuất phục được rất nhiều muang, ông quyết định xây dựng nhà nước Lan Xang Hom Khao (nghĩa đen là "triệu thớt voi che lọng trắng"), đổi tên muang Sua thành Xieng Dong Xieng Thong và lấy đó làm kinh đô, ban hành luật kotmai thammasat Khun Bulom để cai trị đất nước. Angkor không ngăn cản được điều này vì còn phải đối phó với Ayutthaya và Sukhothai. Vì đồng minh của Phà Ngừm ở muang Phuan là Khio Kamyor không theo ông nữa, nên Phà Ngừm đã tiến quân chinh phạt muang Phuan và tấn công sang cả lãnh thổ Đại Việt.
Phà Ngừm cai trị đất nước của mình bằng hệ thống chính trị trung ương tập quyền mà ông đã tiếp thu từ Đế quốc Angkor. Hệ thống này trái với hệ thống chính trị-văn hóa Mandala ở Lào trước đó. Ngoài ra, mặc dù người dân theo Phật giáo Thượng tọa bộ, Phà Ngừm lại theo Phật giáo Đại thừa mà ông tiếp thu cũng khi ở Angkor. Trong khi trị vì, Phà Ngừm dựa nhiều vào các tướng lĩnh người Khmer theo vợ chồng ông từ Angkor. Tuy nhiên, sau khi người vợ Khmer của ông qua đời, ông mất đi sự ủng hộ của các tướng lĩnh này. Năm 1374, Phà Ngừm bị các quý tộc nổi dậy phế truất do lạm quyền quấy rối thê thiếp của các quý tộc và bị đầy đi lưu vong ở muang Nan (nay là tỉnh Nan) của Thái Lan.
Phà Ngừm qua đời ở muang Nan năm 1393. Kế vị ông là hoàng tử con trưởng Unhoen (Thao Oune Heuane), vương hiệu Samsenethai.